# Taeniotes leucogrammus luciae
Taeniotes leucogrammus luciae es una subespecie de escarabajo longicornio del género Taeniotes, tribu Monochamini, subfamilia  Lamiinae. Fue descrita científicamente por Touroult en 2007.

## Descripción
Mide 25-26 milímetros de longitud.

## Distribución
Se distribuye por Santa Lucía.